# ブリックスアンドモルタル
ブリックスアンドモルタル（Bricks and Mortar、2014年3月2日 - ）は、アメリカ合衆国の競走馬。
主な勝ち鞍は2019年のペガサスワールドカップターフ(G1)、ターフクラシックステークス(G1)、マンハッタンステークス(G1)、アーリントンミリオンステークス(G1)、ブリーダーズカップ・ターフ(G1)。2019年エクリプス賞・年度代表馬、最優秀芝牡馬。

## 戦績
2015年9月のキーンランド1歳馬セールにて20万ドルで落札され、馬主エージェントの推薦でチャド・ブラウン厩舎に入厩。2017年1月にデビューすると、無傷の4連勝でアメリカ競馬名誉の殿堂博物館ステークスを制して重賞初制覇を飾る。しかし、同年後半には跛行の症状が深刻化し、陣営は成功率50%とされた手術を決断した。名獣医ラリー・ブランリッジ(Larry Bramlage)が執刀を担当し、手術は見事に成功。しかしながら、レースに復帰するまでには1年の休養を強いられた。
2018年12月に一般競走で復帰すると、復帰2戦目は2019年1月に新設されたペガサスワールドカップターフに出走し、G1初制覇を果たす。さらにターフクラシックステークス、マンハッタンステークスも制して北米の古馬芝戦線のトップホースとなる。同年8月7日、社台グループ代表の吉田照哉が種牡馬としての所有権を購入したことが発表され、年内はアメリカで競走生活を続け、翌年から日本で種牡馬入りすることが決まった。日本導入決定後初のレースとなるアーリントンミリオンステークスも余力十分に快勝し、6連勝でG1・4勝目を挙げた。引退レースとなる11月2日のブリーダーズカップ・ターフでも中団外から前を行くユナイテッドをアタマ差差し切って7連勝、G1・5勝目とし、有終の美を飾った。
2020年1月23日に発表されたエクリプス賞では2019年の年度代表馬および最優秀芝牡馬に選出された。

## 競走成績
以下の内容は、Racing PostおよびEquibaseの情報に基づく。
| 出走日         | 競馬場                 | 競走名                                 | 格 | 距離    | 着順 | 騎手            | 着差     | 1着（2着）馬       |
| -------------- | ---------------------- | -------------------------------------- | -- | ------- | ---- | --------------- | -------- | ------------------ |
| 2017年02月18日 | ガルフストリームパーク | 未勝利                                 |    | 芝8.5f  | 1着  | J.ロサリオ      | 1馬身3/4 | （Brooklyn Bobby） |
| 2017年06月09日 | ベルモントパーク       | アローワンス・オプショナルクレーミング |    | 芝8f    | 1着  | J.ロサリオ      | 3/4馬身  | （Snap Decision）  |
| 2017年07月04日 | ベルモントパーク       | マニラS                                |    | 芝10.5f | 1着  | J.ロサリオ      | クビ     | （Big Handsome）   |
| 2017年08月04日 | サラトガ               | アメリカ競馬名誉の殿堂博物館S          | G2 | 芝8.5f  | 1着  | J.ロサリオ      | 3/4馬身  | （Yoshida）        |
| 2017年09月02日 | サラトガ               | サラナクS                              | G3 | 芝9f    | 3着  | J.ロサリオ      | 3/4馬身  | Voodoo Song        |
| 2017年10月07日 | ベルモントパーク       | ヒルプリンスS                          | G3 | 芝9f    | 3着  | J.ロサリオ      | 3/4馬身  | Yoshida            |
| 2018年12月22日 | ガルフストリームパーク | アローワンス・オプショナルクレーミング |    | 芝8f    | 1着  | I.オルティスJr. | 1/2馬身  | （Mr Cub）         |
| 2019年01月26日 | ガルフストリームパーク | ペガサスワールドCターフ                | G1 | 芝9.5f  | 1着  | I.オルティスJr. | 2馬身1/2 | （Magic Wand）     |
| 2019年03月23日 | フェアグラウンズ       | ムニスメモリアルH                      | G2 | 芝9f    | 1着  | I.オルティスJr. | ハナ     | （Markitoff）      |
| 2019年05月04日 | チャーチルダウンズ     | ターフクラシックS                      | G1 | 芝9f    | 1着  | I.オルティスJr. | 1/2馬身  | （Qurbaan）        |
| 2019年06月08日 | ベルモントパーク       | マンハッタンS                          | G1 | 芝10f   | 1着  | I.オルティスJr. | 1馬身1/2 | （Robert Bruce）   |
| 2019年08月10日 | アーリントンパーク     | アーリントンミリオンS                  | G1 | 芝10f   | 1着  | I.オルティスJr. | 3/4馬身  | （Magic Wand）     |
| 2019年11月02日 | サンタアニタ           | BCターフ                               | G1 | 芝12f   | 1着  | I.オルティスJr. | アタマ   | （United）         |

## 種牡馬時代
現役引退後の2019年12月23日、社台スタリオンステーションに到着。2020年より供用開始し、初年度の種付け料は600万円に設定された。
2020年2月5日に社台スタリオンステーションで行われた「2020社台スタリオンステーション スタリオンパレード」でお披露目された。展示に際してチャド・ブラウンから「ブリックスアンドモルタルは類いまれなる才能に恵まれた競走馬でした。すばらしく品があり、信じられないほどの度胸と加速力がありました。まさに一生に1度しか出会えない馬でした」というメッセージが送られた。繋養1年目の種付け頭数は178頭、2年目には180頭になった。初年度（2023年度）における産駒の血統登録頭数は107頭となった。
ファーストクロップのデビューとなった2023年は、同年6月3日に阪神競馬場で行われたメイクデビュー阪神（2歳新馬）において、産駒のテラメリタ（牝、須貝尚介厩舎）がJRAでの2021年生まれで最初の勝利を挙げると共に、ブリックスアンドモルタル産駒として初出走・初勝利を挙げた。この勝利について、社台ファーム代表の吉田照哉は「うれしかったですね。競走成績が完璧な馬だった。種牡馬の権利を購入してから、すごい成績を挙げた馬。古馬になって走ったから、2歳で産駒が走れば相当なレベルと思っていたらこの結果。（産駒に）乗っている牧場の人はサンデーサイレンスの再来と言っているし、今日はそのへんりんを見せてくれた。楽しみですね」と述べている。また、このブリックスアンドモルタル産駒に注目していた社台スタリオンステーション場長の徳武英介は「評判馬らしい走りを見せてくれました。現役時の父をほうふつとさせるような俊敏さと、前向きさも感じられるレースだったと思います」と振り返ったうえで「父の特徴が馬体にも現れてくるので、生産者にとっては、売りやすい種牡馬となっているようです」とも述べている。また、徳武場長は「（競走馬時代の）ケガを乗り越えてからの活躍を見ても、相当な能力を秘めているのは間違いありません。今後は父譲りの成長力だけでなく、豊富な体力を武器とする産駒も出てくるはずです」と述べている。翌2024年にはアンモシエラがJBCレディスクラシックを制し、初年度産駒からGI級競走馬が出るなど良い滑り出しを見せている。
このブリックスアンドモルタルの初年度産駒には、母系にサンデーサイレンスが入っている配合馬が多い。

### 主な産駒

#### グレード制重賞優勝馬
- 2021年産
  - ゴンバデカーブース（2023年サウジアラビアロイヤルカップ）[17]
  - イーグルノワール（2023年兵庫ジュニアグランプリ）[18]
  - アンモシエラ（2024年ブルーバードカップ、JBCレディスクラシック）[19]

#### 地方重賞優勝馬
- 2022年産
  - ケイズレーヴ（2025年ネクストスター中日本、ぎふ清流カップ、兼六園スプリント）[20]

## 血統表
| ブリックスアンドモルタルの血統  | ブリックスアンドモルタルの血統               | ブリックスアンドモルタルの血統               | （血統表の出典）                             | （血統表の出典）  |
| 父系                            | ストームキャット系                           | ストームキャット系                           | ストームキャット系                           | [ § 2 ]           |
| 父 Giant's Causeway 1997 栗毛   | 父の父Storm Cat 1983 黒鹿毛                  | Storm Bird                                   | Northern Dancer                              | Northern Dancer   |
| 父 Giant's Causeway 1997 栗毛   | 父の父Storm Cat 1983 黒鹿毛                  | Storm Bird                                   | South Ocean                                  |                   |
| 父 Giant's Causeway 1997 栗毛   | 父の父Storm Cat 1983 黒鹿毛                  | Terlingua                                    | Secretariat                                  | Secretariat       |
| 父 Giant's Causeway 1997 栗毛   | 父の父Storm Cat 1983 黒鹿毛                  | Terlingua                                    | Crimson Saint                                |                   |
| 父 Giant's Causeway 1997 栗毛   | 父の母Mariah's Storm 1991 鹿毛               | Rahy                                         | Blushing Groom                               | Blushing Groom    |
| 父 Giant's Causeway 1997 栗毛   | 父の母Mariah's Storm 1991 鹿毛               | Rahy                                         | Glorious Song                                |                   |
| 父 Giant's Causeway 1997 栗毛   | 父の母Mariah's Storm 1991 鹿毛               | *イメンス                                    | Roberto                                      | Roberto           |
| 父 Giant's Causeway 1997 栗毛   | 父の母Mariah's Storm 1991 鹿毛               | *イメンス                                    | Imsodear                                     |                   |
| 母 Beyond the Waves 1997 黒鹿毛 | 母の父Ocean Crest 1991 黒鹿毛                | Storm Bird                                   | Northern Dancer                              | Northern Dancer   |
| 母 Beyond the Waves 1997 黒鹿毛 | 母の父Ocean Crest 1991 黒鹿毛                | Storm Bird                                   | South Ocean                                  |                   |
| 母 Beyond the Waves 1997 黒鹿毛 | 母の父Ocean Crest 1991 黒鹿毛                | S.S.Aroma                                    | Seattle Slew                                 | Seattle Slew      |
| 母 Beyond the Waves 1997 黒鹿毛 | 母の父Ocean Crest 1991 黒鹿毛                | S.S.Aroma                                    | Rare Bouquet                                 |                   |
| 母 Beyond the Waves 1997 黒鹿毛 | 母の母Excedent 1985 鹿毛                     | Exceller                                     | Vaguely Noble                                | Vaguely Noble     |
| 母 Beyond the Waves 1997 黒鹿毛 | 母の母Excedent 1985 鹿毛                     | Exceller                                     | Too Bald                                     |                   |
| 母 Beyond the Waves 1997 黒鹿毛 | 母の母Excedent 1985 鹿毛                     | Broadway Lullaby                             | Stage Door Johnny                            | Stage Door Johnny |
| 母 Beyond the Waves 1997 黒鹿毛 | 母の母Excedent 1985 鹿毛                     | Broadway Lullaby                             | *リットルブレツシング                        |                   |
| 母系(F-No.)                     | 21号族(FN:21-a)                              | 21号族(FN:21-a)                              | 21号族(FN:21-a)                              | [ § 3 ]           |
| 5代内の近親交配                 | Storm Bird3×3＝25.00%、Prince John5×5＝6.25% | Storm Bird3×3＝25.00%、Prince John5×5＝6.25% | Storm Bird3×3＝25.00%、Prince John5×5＝6.25% | [ § 4 ]           |
| 出典                            | 1. 2. 3. 4.                                  | 1. 2. 3. 4.                                  | 1. 2. 3. 4.                                  | 1. 2. 3. 4.       |

母 Beyond the Waves はアメリカ産馬だが初めはフランスで走って後にアメリカに移籍。重賞で4度の2着がある善戦馬だった。ブリックスアンドモルタル以外に米G3グレンスフォールスステークス勝ち馬の Emerald Beech （父Maria's Mon）を出した。牝系を遡ると母の半妹の仔にエインシェントタイトルブリーダーズカップハンデキャップ勝ち馬の Bordonaro 。4代母リツトルブレツシングの子孫に Pioneerof the Nileがいる。